# Nymphidium erythraicum
Nymphidium erythraicum är en fjärilsart som beskrevs av Hans Ferdinand Emil Julius Stichel 1910. Nymphidium erythraicum ingår i släktet Nymphidium och familjen Riodinidae. Inga underarter finns listade i Catalogue of Life.